# Sebastian Rudolph
Sebastian Rudolph (* 21. Oktober 1968 in Berlin) ist ein deutscher Theater- und Filmschauspieler.

## Leben
Er ist der Sohn der Schauspielerin Hildegard Schmahl und des Regisseurs Niels-Peter Rudolph und der Bruder der Regisseurin Hannah Rudolph. Er lebt und arbeitet in Hamburg.
Von 1989 bis 1990 besuchte er das Schauspielstudio Frese in Hamburg, das er ohne Abschluss verließ. Nach Ende seiner Schauspielausbildung bekam er zu Beginn der 1990er Jahre größte Aufmerksamkeit für seine Rollen in der Komödie Manta – Der Film und dem Kriegsdrama Stalingrad. Seither wirkte er in über 35 Filmen mit. Regelmäßige Auftritte hat Rudolph in Fernsehserien, wie Tatort, Doppelter Einsatz, Wolffs Revier, Der Alte oder Schloßhotel Orth. Er spielte Rudolf Augstein in Die Spiegel-Affäre, einer ARD-Produktion, die im Frühjahr 2014 ausgestrahlt wurde.
Seine Theater-Engagements führten ihn ans Theater Basel, ans Berliner Ensemble, an die Schaubühne in Berlin, an die Volksbühne Berlin, ans Schauspielhaus Hamburg, ans Schauspielhaus Zürich, auf Kampnagel in Hamburg und ans Burgtheater Wien. Er arbeitete mit Regisseuren wie Luc Bondy, Schorsch Kamerun, Christoph Marthaler, Stefan Pucher, Falk Richter, Christoph Schlingensief und Robert Wilson. Seit der Spielzeit 2009/2010 war Sebastian Rudolph festes Ensemblemitglied des Thalia Theater Hamburg. Er spielte unter anderem in Faust I+II unter der Regie von Nicolas Stemann, der zum Berliner Theatertreffen 2012 eingeladen wurde und zur Inszenierung des Jahres 2012 gewählt wurde. Ab der Spielzeit 2019/2020 ist Sebastian Rudolph Ensemblemitglied am Schauspielhaus Zürich.
Für seine Darstellung in Faust I und II ist Rudolph von der jährlichen Kritikerumfrage der Zeitschrift Theater heute zum Schauspieler des Jahres 2012 gewählt worden.

## Filmografie
- 1991: Manta – Der Film (Kino)
- 1992: Geboren 1999
- 1993: Stalingrad (Kino)
- 1993: Tatort: Gefährliche Freundschaft (Fernsehreihe)
- 1994: Der Alte (Fernsehserie, Folge Der Absturz)
- 1994: Happy Holiday (Fernsehserie, Folge Das Traumhaus)
- 1996: Der englische Patient (Kino)
- 1998: Der Pirat
- 1999: Downhill City
- 1999: Tatort: Der Duft des Geldes (Fernsehreihe)
- 2007, 2013: Notruf Hafenkante (Fernsehserie, verschiedene Rollen, 2 Folgen)
- 2012: Tod einer Brieftaube
- 2014: Die Spiegel-Affäre
- 2014: Tatort: Ohnmacht (Fernsehreihe)
- 2015: 4 Könige (Kino)
- 2016: Tödliche Geheimnisse – Jagd in Kapstadt
- 2017: In Wahrheit: Mord am Engelsgraben (Fernsehreihe)
- 2017–2020: Dark (Fernsehserie, 6 Folgen)
- 2017: Götter in Weiß
- 2018: Whatever Happens Next (Kino)
- 2018: Polizeiruf 110: Starke Schultern (Fernsehreihe)
- 2018: Werk ohne Autor (Kino)
- 2018: Der Kriminalist (Fernsehserie, Folge Zuhause)
- 2019: Pelikanblut (Kino)
- 2019: Das freiwillige Jahr
- 2019: Preis der Freiheit (Fernsehdreiteiler, 2 Folgen)
- 2019: Deutschstunde
- 2019: Danowski – Blutapfel
- 2020: Tödliche Geheimnisse – Das Versprechen
- 2020: Altes Land
- 2021: Wir Kinder vom Bahnhof Zoo (Fernsehserie, 2 Folgen)
- 2021: Helen Dorn: Die letzte Rettung
- 2021: Der Zürich-Krimi: Borchert und der Mord im Taxi
- 2022: Wilder (Schweizer Fernsehserie)
- 2023: Sterne unter der Stadt (Kino)
- 2024: Hallo Spencer – Der Film
- 2025: Tatort: Rapunzel (Fernsehreihe)

## Hörspiele
- 2012: Gerhard Meister: In meinem Hals steckt eine Weltkugel – Regie: Erik Altorfer (Hörspiel – SRF Zürich)
- 2013: Ivana Sajko: Das sind nicht wir, das ist nur Glas – Regie: Erik Altorfer (Hörspiel – WDR)
- 2015: Oliver Sturm: King of Kings – Regie: Oliver Sturm (Hörspiel – HR)
- 2018: Cixin Liu: Der dunkle Wald. Trisolaris-Trilogie – Regie: Martin Zylka (Hörspiel – WDR)
- 2019: Mudar Alhaggi, Wael Kadour: Die Toten haben zu tun اﻟﻣوﺗﻰ ﻣﺷﻐوﻟون – Regie: Erik Altorfer (Hörspiel – Deutschlandfunk)

## Hörbücher (Auswahl)
- 2012: Der Atem der Welt von Carol Birch, Hörbuch Hamburg, ISBN 978-3-89903-381-6
- 2012: Faust i von Johann Wolfgang von Goethe, OSTERWOLDaudio, ISBN 978-3-86952-170-1
- 2013: Die Regenbogentruppe von Andrea Hirata, Hörbuch Hamburg, ISBN 978-3-89903-859-0
- 2013: Perla von Carolina De Robertis, Hörbuch Hamburg, ISBN 978-3-89903-861-3
- 2013: 1984 von George Orwell, Hörbuch Hamburg, ISBN 978-3-89903-912-2
- 2013: In meinem Hals steckt eine Weltkugel von Gerhard Meister, Der gesunde Menschenversand, ISBN 978-3-905825-74-9
- 2014: Die Illusion des Getrenntseins von Simon Van Booy, gelesen von Diversen, OSTERWOLDaudio ISBN 978-3-86952-210-4